# Kanton Allendorf

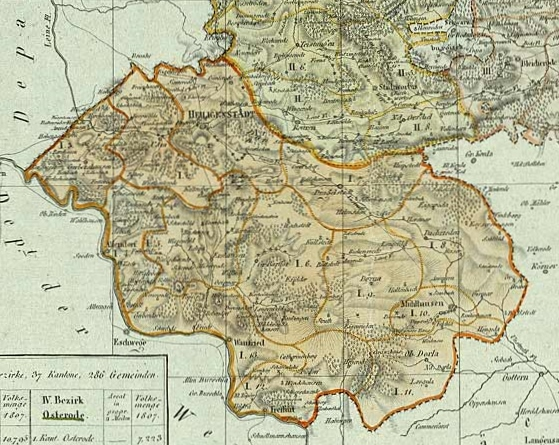
Der Kanton Allendorf im District Heiligenstadt

Der Kanton Allendorf war eine Verwaltungseinheit im Distrikt Heiligenstadt des Departements des Harzes im napoleonischen Königreich Westphalen. Hauptort des Kantons und Sitz des Friedensgerichts war Allendorf im heutigen Werra-Meißner-Kreis in Nordhessen. Der Kanton bestand aus 17 rechts (östlich) der Werra gelegenen Orten, die vorher zur Landgrafschaft Hessen-Kassel oder zum Obereichsfeld gehört hatten. Maire des Kantons war Lorenz Heinrich Stephan.
Zum Kanton gehörten die Ortschaften:
- Stadt Allendorf
- Hitzelrode und Motzenrode
- Jestädt und Fürstenstein, Kleinvach
- Asbach mit Burg Altenstein und Sickenberg
- Wahlhausen, Vatterode mit Dietzenrode
- Wüstheuterode mit Eichstruth
- Mackenrode mit Weidenbach und Hennigerode